# Castillo de Odemira
El Castillo de Odemira, es un antiguo monumento militar en el Alentejo, se encuentra en la villa de Odemira, parroquia de Santa María, municipio de Odemira, distrito de Beja, en Portugal. Estaba situado sobre un acantilado en la ribera del río Mira, que contaba con buenas condiciones de defensa natural, y permitía controlar el río en un punto donde ya no era navegable, siendo así un importante corredor entre la costa y el interior. El castillo puede tener su origen en un asentamiento fortificado de la Edad del Bronce, que siguió estando habitado durante toda la Edad del Hierro, habiéndose descubierto un foso defensivo de esta época. Probablemente fue abandonado en el siglo I, durante la época romana. La siguiente fase de ocupación corresponde a la época musulmana, y el pueblo pudo haber tenido una fortaleza. Las referencias más antiguas al castillo aparecen en los siglos XIII y XIV, tras la reconquista cristiana de la comarca. La fortificación comenzó a decaer a partir del siglo XV, habiendo desaparecido casi por completo, quedando sólo algunos vestigios de sus murallas. En 1999 se construyó el edificio de la Biblioteca Municipal dentro de las ruinas del castillo.

## Descripción

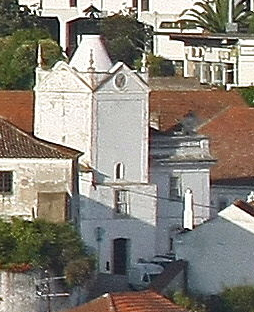
Edificio de los Paços do Concelho de Odemira, cuya torre puede haber sido construida sobre parte del antiguo castillo.

Los restos más significativos del castillo se sitúan junto al jardín del Cerro do Peguinho, dentro de la ciudad, y en la orilla derecha del  río Mira, extendiéndose por la ladera hacia el sur. Consisten en una amplia explanada que está definida por restos de la antigua muralla, en un espacio en forma de cuña, con un contorno aproximadamente ovalado. Este emplazamiento se encuentra en el punto más alto de la ciudad, en un promontorio de altura muy marcada, que tenía buenas condiciones de defensa y permitía dominar el valle formado por el  río Mira. En esta explanada se construyó posteriormente el edificio de la Biblioteca Municipal de Odemira. Esta zona era de gran importancia, ya que era el punto en el que el río Mira dejaba de ser navegable, constituyendo un antiguo corredor de paso entre la franja costera y la región interior, por lo que era vital para controlar el interior del río.
Es posible que también existiera un segundo cinturón de murallas que protegiera la aldea, aunque no quedan pruebas significativas de esta estructura; además, los cambios en el tejido urbano de la aldea impiden la identificación de sus límites medievales. Además de las ruinas cercanas al Cerro do Peguinho, se descubrieron algunos restos que se articulan significativamente con los edificios, y que fueron utilizados como base de estructuras, concretamente el campanario de los Câmara Municipal. Otra sección reconstruida está asociada a la base de una torre, de planta cuadrangular.

## Historia

### Antecedentes
Aunque hay poca información al respecto, se cree que la ocupación primitiva de su sitio se remonta a un Oppidum romano, ocupado más tarde por visigodos y  musulmanes, que se cree que han erigido una fortificación.

### El castillo medieval
En la época de la Reconquista Cristiana de la península ibérica, la villa fue arrebatada a los moros en 1166 por las fuerzas de  D. Afonso Henriques (1112-1185). Bajo el reinado de  D. Afonso III (1248-1279), la villa recibió una carta de constitución (1256), y su defensa fue reconstruida (1265).
Durante el reinado de  D. Dinis, los dominios del pueblo y su castillo fueron donados al obispo de Oporto (1319). La construcción de una nueva muralla para el pueblo data de este período. Todavía en su reinado, o en el de su hijo y sucesor,  D. Afonso IV (1325-1357), los dominios de la aldea y su término fueron donados al almirante genovés Manuel Pessanha, Emmanuele di Pezagna,  y a sus descendientes. Este navegante, contratado por D. Dinis como almirante para organizar la marina portuguesa y luchar contra la piratería, fue el autor del primer viaje documentado a las Islas Canarias a instancias de la Corona portuguesa (1341).
 D. Manuel I le dio Foral Novo a la aldea en 1510.
La ciudad fue elevada al rango de condado bajo el reinado de  D. Duarte (1433-1438), siendo el primer  conde de Odemira, Sancho de Noronha, casado con Dª. Mécia de Sousa. Este privilegio permaneció en la familia hasta el reinado de  D. João IV (1640-1656), cuando estos dominios fueron donados a Francisco de Faro y Noronha.
Más tarde,  D. Pedro II (1667-1706), donó estos dominios al primer Duque de Cadaval.

### En nuestros días
Quedan pocos vestigios del castillo medieval y de la muralla, además de la parte más visible, donde se encuentra la Biblioteca Municipal. Estos restos se encuentran actualmente en Vías de Clasificación por el poder público portugués.